# Saint-Thibault, Oise
Saint-Thibault là một xã ở tỉnh Oise Hauts-de-France phía bắc Pháp. Xã Saint-Thibault, Oise nằm ở khu vực có độ cao trung bình 210 mét trên mực nước biển.